# 圆鳍圆尾颌针鱼
圆鳍圆尾颌针鱼（学名：Strongylura strongylura）为颌针鱼科圆尾颌针鱼属的鱼类。分布于新几内亚、澳大利亚北部及马来西亚以及台湾海峡到粤西等海区等，属于近海暖水性鱼类。该物种的模式产地在雅加达、爪哇.。
圆鳍圆尾颌针鱼的肉可供食用。